# Comité national olympique et sportif mauritanien
Das Nationale Olympische und Sportkomitee Mauretaniens (französisch Comité national olympique et sportif mauritanien, arabisch اللجنة الأولمبية الإسلامية, DMG al-Laǧna al-ūlimbiyya al-Mūrītānīyah, al-Ladschna al-ulimbiyya al-mauritania MTN) ist die Organisation, die Mauretanien in der internationalen olympischen Bewegung vertritt. 1962 gegründet, wurde es 1979 beim Internationalen Olympischen Komitee (IOC) registriert. Der Hauptsitz befindet sich in Nouakchott. Das Komitee ist Mitglied des Internationalen Olympischen Komitees, der Association of National Olympic Committees of Africa und anderer internationaler Sportorganisationen und führt Aktivitäten zur Entwicklung des Sports in Mauretanien durch.